# Henry Sutton (voile)
Pour les articles homonymes, voir Henry Sutton.
Henry Sutton est un skipper britannique né le 26 septembre 1868 et mort le 24 mai 1936.

## Biographie
Henry Sutton est sacré champion olympique de voile en classe 8 m aux Jeux olympiques de 1908 de Londres à bord du Cobweb.